# Adjunkt
Der Adjunkt (von lateinisch adiunctus „verknüpft, angebunden“) ist eine Bezeichnung für den Gehilfen eines Beamten.

## Geschichte und Verwendung
Ab dem 19. Jahrhundert wurde in der kommunalen Verwaltung der Adjunkt als Beigeordneter dem Bürgermeister zur Seite gestellt. Neben dem örtlichen Polizeiwesen gehörte unter anderem auch die Verwaltung des Zivilstandswesens (Geburts-, Heirats-, Sterberegister) zu seinen Aufgaben.
Auch die Assistenten ohne Lehrtätigkeit an Sternwarten (siehe auch Observator), junge Kapläne sowie protestantische Geistliche, die einem Pfarrer als Aushilfe zugeordnet waren, wurden früher als Adjunkten bezeichnet.
In der Schweiz ist der Begriff nach wie vor gebräuchlich und bezeichnet einen höheren Angestellten oder Beamten in Stabsfunktion.
Adjunkt war bis 1979 in Österreich ein Beamtentitel und wird noch heute in der Försterausbildung (Forstadjunkt) verwendet.
Im Frankreich des Ancien Régime, in Polen, Schweden und Ungarn ist Adjunkt ein Titel für Lehrkräfte an Hochschulen. In Dänemark ist Adjunkt mit einem Assistant Professor des nordamerikanischen Hochschulsystems vergleichbar.
In den USA unterrichten Lehrende (als) adjunct, wenn sie für einzelne Lehrveranstaltungen auf Vertragsbasis bezahlt werden (sogenannte contingent faculty – siehe auch Zeitvertrag, Freier Dienstnehmer).